# Горгий
Го́ргий (др.-греч. Γοργίας; около 483 года до н. э., Леонтины, Сицилия — 380—376 годы до н. э., Лариса, Фессалия) — древнегреческий софист, крупнейший теоретик и учитель красноречия V века до н. э., «отец риторики». Горгий был одним из первых ораторов нового типа — не только практиком, но и теоретиком красноречия, за плату обучавшим юношей из богатых семей выступать и логически мыслить. В 427 году до н. э., в возрасте около 60 лет, он возглавил посольство к афинянам с просьбой о защите от агрессивно настроенных Сиракуз. Речи Горгия в сочетании с политической целесообразностью подвигли афинян начать закончившуюся для них катастрофой Сицилийскую экспедицию. После 427 года до н. э. он обосновался в материковой Элладе, много путешествовал, жил в различных полисах, в том числе Афинах и Ларисе.
Горгий в первую очередь известен как «отец риторики». Отношение к искусству красноречия у него было сугубо прагматичным. Речь, по мнению Горгия, представляет собой воздействие на душу, способна влиять на аудиторию магией слов. Нововведениями Горгия были манера и стиль речей. Он привносил ощущение важности в любую тему. Использованные им приёмы получили впоследствии название «горгианских» или «горгиевых». Именно его в Античности считали творцом греческой художественной прозы. Положительная сторона деятельности Горгия для развития общества, философии и науки состояла в изучении человеческого мышления. Человек начал рефлексировать и изучать самого себя.
Ещё античные авторы подчёркивали, что истина как таковая Горгия не интересовала. Его критиковали за то, что преподаваемые им уловки и хитрости создавали манипуляторов, «игроков слова». За ним закрепилась репутация «создателя ослепительной неискренности». Из сочинений Горгия практически полностью сохранились две речи «Похвала Елене» и «Защита Паламеда», а также два парафраза «Трактата о небытии» (встречаются и другие переводы названия «Трактат о не-сущем, или О природе», «О том, чего нет, или О природе»). Относительно жанровой принадлежности «Трактата о небытии» у современников нет единого мнения. Его воспринимают либо как риторическую атаку на грани шутки на философскую школу элеатов; либо как философский труд отрицавшего всё что бы то ни было нигилиста Горгия; либо как продолжение и развитие философии элеатов.

## Биография
Горгий родился около 483 года до н. э. в халкидской колонии Леонтинах в восточной части Сицилии. О семье Горгия известно немного. Его отца звали Хармантид, брата, по профессии врача, Геродик. Также у Горгия была сестра, чей сын посвятил в Дельфах золотую статую Горгию. Современник и ученик Горгия Исократ утверждал, что он прожил жизнь холостяком. Учился у философа Эмпедокла в Акраганте, а также, возможно, риторов Коракса и Тисия. Эмпедокл был не только философом, но и известным врачом. Искусство убеждать, как подчёркивал Горгий, было и остаётся составляющей работы врача. Горькие микстуры, болезненные методы лечения требовали от доктора умения уговорить больного претерпеть необходимые страдания. В диалоге Платона Горгий рассказывает: «Мне неоднократно приходилось сопровождать брата или других врачей к какому-нибудь больному, который отказывался пить микстуру или не давал оперировать себя ножом или огнём; и там, где увещевания врача оставались тщетными, мне удавалось убедить больного единственно с помощью искусства риторики».
Интеллектуальную хронологию жизни Горгия можно условно разделить на три периода. Начав с увлечения наукой о законах природы и материи, Горгий перешёл в «антилогический» период (конец 40-х годов V века до н. э.), который плавно сменился риторическим.
Горгий стал знаменитым ритором и софистом. Он был одним из первых ораторов нового типа — не только практиком, но и теоретиком красноречия, за плату обучавшим юношей из богатых семей говорить и логически мыслить. Такие учителя назывались софистами, «специалистами по мудрости». Согласно Диодору Сицилийскому, со своих учеников он брал за обучение по сто мин. Горгий настолько преуспел в накоплении, что после смерти, согласно Исократу, оставил громадную по античным меркам сумму в тысячу золотых статеров. Педагогика Горгия была основана на убеждении, что искусству красноречия можно обучиться эмпирическим путём. Метод обучения состоял в составлении типовых образцов, которые ученику следовало заучить наизусть.
В 427 году до н. э. в возрасте 60 лет Горгий возглавил посольство к афинянам с просьбой о защите от агрессивно настроенных Сиракуз. В Афинах он имел успех. Горгий собирал в театре граждан, чтобы продемонстрировать искусство импровизации и красноречия. Он предлагал афинянам задавать любые вопросы, на которые тотчас давал ответ в ходе высокопарной речи. Современные историки подчёркивают роль Горгия в успехе посольства. Речи Горгия впечатлили афинян: «они действовали вроде очаровательной музыки на чувства афинян, слышавших Горгия и в частных кружках, и в театре; они действовали так благодаря своей увлекательной прелести, своему поэтическому колориту, массе образов, остроумным оборотам, обилию всевозможных украшений и восторженной дикции; мысли находились друг с другом в ритмическом сочетании, так что получалось впечатление вполне законченного художественного произведения». Речи Горгия в сочетании с политической целесообразностью подвигли афинян начать закончившуюся для них катастрофой Сицилийскую экспедицию.
После 427 года до н. э. Горгий обосновался в материковой Элладе, много путешествовал, жил в различных полисах, в том числе Афинах и Ларисе, где правил один из его учеников Ясон. Он выступал с речами на панэллинских играх, в том числе и Олимпийских, в Дельфах и других местах Эллады. О невероятной силе убеждения Горгия свидетельствует, что в Фессалии публичное выступление и ораторское дело стало называться производным от имени Горгия словом др.-греч. γοργιάζω («горгоречие»). В Дельфах ему установили золотую или позолоченную статую, что было проявлением особого почёта, которым Горгий пользовался в Элладе. До этого никто, в том числе знаменитые полководцы и государственные деятели, не удостаивался такой чести.
Дата смерти Горгия в источниках разнится. Современные энциклопедии датируют событие промежутком между 380 и 376 годами до н. э. Таким образом, Горгий прожил долгую жизнь и умер в возрасте старше ста лет. Античные источники подчёркивают, что он до конца жизни сохранил ясность ума. На вопросы о причинах столь долгой жизни Горгий отвечал, что «никогда ничего не делал ради удовольствия».

## Сочинения
Из сочинений Горгия практически полностью сохранились две речи «Похвала Елене» и «Защита Паламеда». Наиболее ранним текстом Горгия является «Трактат о небытии» (встречаются и другие переводы названия «Трактат о не-сущем, или О природе», «О том, чего нет, или О природе») около 444 года до н. э. Первоначальный текст «Трактата о небытии» не сохранился. До наших дней он дошёл в виде двух парафразов — Секста Эмпирика и анонимного автора сочинения «О Мелиссе, Ксенофане и Горгии», где непосредственно Горгию посвящены пятая и шестая главы. Тон «Трактата» полемичен, а сам он направлен против элеатов.
«Защиту Паламеда» датируют промежутком между 30-ми годами V века до н. э. и первым десятилетием IV века до н. э. По мнению Чарльза Сегала эта речь имеет сходство с речью Сократа 399 года до н. э. в изложении Платона в суде. Более того, «Защита Паламеда» могла оказать влияние на «Апологию Сократа» Платона.
Дату написания «Похвалы Елене» соотносят с «Троянками» (415 год до н. э.) и «Еленой» (412 год до н. э.) Еврипида. Общепринятой датой в литературе считается 415 год до н. э.
Из утерянных сочинений Горгия особую известность получила «Олимпийская речь» 392 года до н. э. Со ступеней храма Зевса в Олимпии Горгий призвал прекратить внутригреческие распри и направить силы на победу над варварами. К утерянным сочинениям, о существовании которых известно благодаря цитированию у других античных авторов, относятся «Надгробная речь», «Пифийская речь» или «Хвалебная речь к элейцам», трактат-руководство по риторике.

## Учение

### Риторика
Отношение к риторике у Горгия было прагматичным. Для определённых людей достоверная и правильная речь будет прагматически неверной, так как приведёт к проигрышу. Также любая правильная речь может оказаться неэстетичной и невыразительной для тех, от кого зависит решение. Главное качество речи, согласно Горгию, представляет её убедительность, способность влиять на убеждения и мнения толпы. Ритор — семантический колдун, выступление которого представляет собой магию слов. Речь воздействует на душу. Выступление за счёт ритмичности и циклических колебаний может и должно загипнотизировать слушателя.
С именем Горгия связано введение в обиход понятия «καιρός», предполагающего произнесение «надлежащих вещей надлежащим людям в надлежащее время». Нововведениями Горгия были манера и стиль речей. Он привносил ощущение важности в любую тему. Сам стиль красноречия назвали «горгианским». Его спецификой было чрезмерное использование риторических приёмов, таких как метафоры, аллегории, образные выражения, гипаллаги, катахрезы, гипербатоны и др. Благодаря этим техникам прозаическая речь воспринималась как поэтическая.
Традиция сохранила немногое из творческого наследия Горгия. Согласно Аристотелю, он дал следующий совет оратору: «следует серьёзность противника отражать посредством шутки, а шутки посредством серьёзности». Целиком сохранились лишь две речи, приписываемые Горгию, — «Похвала Елене» и «Защита Паламеда», написанные на сюжеты мифов о Троянской войне. С этими речами связано появление жанра риторики эпидейктики, предполагавшей похвалу или порицание, создание у аудитории необходимого эмоционального состояния. Свои сочинения Горгий писал на аттическом диалекте древнегреческого языка.

#### Анализ речей

##### «Похвала Елене»
В Древней Греции Елена символизировала противоположность женским добродетелям — верности, материнству и честности. Согласно мифам она изменила мужу, оставила малолетнюю дочь Гермиону и бежала с любовником Парисом из Спарты в Трою, что стало поводом для кровопролитной Троянской войны. Таким образом Горгий взял на себя непростую задачу защиты вымышленного персонажа, чья вина была общепризнанной. Единственной добродетелью Елены греки считали телесную красоту. «Похвала Елене» была написана Горгием в качестве образца для риторического упражнения — «похвалы» или эпидейктической речи на парадоксальную тему. Целью Горгия было не восстановление справедливости, а создание апологии (защитной речи), которая бы оправдала Елену в глазах аудитории. В этом контексте метким является утверждение Исократа (436—338 годы до н. э.), что Горгий вроде бы написал энкомий (похвалу), а на самом деле произнёс апологию всего того, что натворила Елена.
Горгий в своей речи взялся за деконструкцию стереотипа и создание нового образа мифологического персонажа. Оправдание Елены должно было стать практической иллюстрацией теоретических идей автора о силе речи. Античный софист ставит своей целью убедить слушателя в невиновности героини. Сами же категории «виновности» или «невиновности» его мало интересовали, так как он считал, что истины как таковой не существует. Имеется лишь восприятие того или иного утверждения в качестве истинного.
В «Похвале Елене» использовано множество фигур речи, три из которых позднее получили название «горгиевых» или «горгианских». Под «фигурой» в риторике понимают обороты и приёмы организации речи, которые не привносят дополнительной информации, но придают высказываемой мысли выразительность и своеобразие. К горгианским фигурам в «Похвале Елене» относятся изоколон, гомеотелевтон и антитеза.
Изоколон или равночленность — фигура речи в которой колоны (относительно цельные смысловые отрезки фразы) одинаковы или соотносимы по объёму, построены по тождественным синтаксическим конструкциям и обладают одним и тем же ритмом. Примерами изоколонов в «Похвале Елене» являются: «Многие во многих страсти она возбудила, вкруг единой себя многих мужей соединила, полных гордости гордою мощью: кто богатства огромностью, кто рода древностью, кто врождённою силою, кто приобретённою мудростью; все однако же, покорены были победною любовью и непобедимым честолюбием», «Совершила ль она, что совершила, силой любви побеждённая, ложью ли речей убеждённая или явным насилием вдаль увлечённая, иль принужденьем богов принуждённая, — во всех этих случаях нет на ней никакой вины».
Антитеза — фигура образованная сопоставлением противоположных слов или словосочетаний. С помощью антитезы достигается усиление выразительности речи: «А если любовь — болезней людских лишь страданье, чувств душевных затменье, то не как преступленье нужно её порицать, но как несчастья явленье считать. Приходит она, как только придёт, судьбы уловленьем — не мысли веленьем, гнёту любви уступить принуждённая — не воли сознательной силы рождённая.»
Гомеотелевтон — использование слов одинакового морфологического строения и созвучными окончаниями — «Теперь же не так-то легко помнить прошедшее, разбирать настоящее, предвидеть грядущее, так что в очень многом очень многие берут руководителем души своей представление — то, что нам кажется.»

##### «Защита Паламеда»
Паламед — герой Троянской войны, которого убили греки из-за ложного обвинения Одиссея. «Защита Паламеда», как и «Похвала Елене», является учебной риторической речью. Произведение представляет собой речь Паламеда, которую тот должен был бы произнести для своего оправдания. Вначале Паламед подготавливает аудиторию, возбуждает жалость к обвиняемому и ненависть к своему обвинителю Одиссею.
Паламед строит защиту на тезисах, что он не мог бы совершить измены, даже если бы этого желал, и не захотел бы её совершать, если бы и мог. Представленная Горгием аргументация представлена среди прочего на «приёме матрёшки» — чтобы предать греков, следовало бы сделать А, что невозможно; но если бы А было возможным, то потребовалось бы выполнение условия В, а так как В невозможно и т. д. Чем больше таких последовательных логических составляющих вписано в общую нить повествования, тем более убедительной выглядит вся аргументация.
В «Защите Паламеда» Горгий впервые в известной нам литературе применил технику двухшагового опровержения тезиса, получившую название «аргумента от противного». Имеется тезис (А), что Паламед ложно обвинён Одиссеем. Техника доказательства построена от обратного, от допущения, что Паламед виновен. В ходе обвинения Одиссей, сам того не желая, приписывает Паламеду одновременно безумие и мудрость: «Ты в своём обвинении посредством вышеприведённых рассуждений приписал мне две крайние противоположности: мудрость и безумие, что невозможно иметь одному и тому же человеку. Ведь поскольку ты говоришь, что я искусен, весьма способен и изобретателен, ты приписываешь мне мудрость, а поскольку ты говоришь, что я предал Грецию, (ты приписываешь мне) безумие». Горгий демонстрирует, что одновременное признание мудрости и безумия приводит к возникновению логического противоречия, то есть к «В» и «не В». А раз так, то верить Одиссею нельзя и, соответственно, обвинение ложно. Используемая Горгием техника предполагает двухшаговое опровержение тезиса: (1) вначале определяется несколько альтернатив, одна из которых истинна, если тезис верен, а затем (2) каждая из альтернатив по очереди опровергается.

### Философия
Античная традиция включает Горгия в число философов, которые обсуждали элеатский вопрос. Первое, что обращает на себя внимание — название трактата «О не-сущем, или О природе» (Περὶ τοῦ μὴ ὄντος ἢ Περὶ φύσεως). Оно представляет собой перевёрнутое именование труда элеата Мелисса «О природе, или О сущем» (Περὶ φύσεως ἢ Περὶ τοῦ ὄντος). Главный тезис трактата «Ничего не существует» можно рассматривать как сам по себе, так и в качестве пародии на учение философской школы элеатов. Парменид утверждал, что «сущее есть», а Горгий с помощью приёмов софистики оппонировал: «Ничего нет».
Среди учёных нет единого мнения относительно жанра горгиева трактата. Одни относятся к нему, как к пародии, шутке, адресатом которой является философия элеатов. Другие напротив отмечают нешуточный характер аргументации, глубину и неоднозначность проблемы. Если рассматривать трактат Горгия вне контекста полемики с элеатами, то заложенная в нём концепция «ничего не существует» представляет идущий вразрез с позицией здравого смысла радикальный нигилизм, отрицание всего сущего.
Согласно Горгию, истинного знания не существует, ведь даже то, что мы лично пережили, мы припоминаем и познаём с трудом; нам следует довольствоваться правдоподобным мнением. Трактат признан современниками одним из наиболее ярких манифестов агностицизма. Основная мысль трактата — «Ничего не существует; но даже если нечто существует, то оно не познаваемо; но даже если и познаваемо — то необъяснимо для другого». Эти три положения Горгий обосновывает следующими аргументами:
1. Если сущее вечно, то оно беспредельно, а если беспредельно, то оно нигде, а если нигде, то его нет. Если сущее не вечно, то оно произошло или из сущего, что невозможно, так как тогда бы сущее было прежде себя самого, либо из не-сущего, что также невозможно, поскольку из не-сущего ничего не происходит. Следовательно, сущее не вечно и не не вечно. Следовательно, его вообще нет. (Также Горгий ведёт рассуждение, о том, что сущего нет, поскольку оно ни единое, ни множественное).
2. Если даже сущее существует, то оно не мыслится, поскольку мыслимое не тождественно сущему, иначе существовали бы в реальности Сцилла и Химера.
3. Если сущее и мыслится, то оно неизъяснимо другому, поскольку изъясняем мы посредством слов, а слово не тождественно обозначаемому им предмету и не может его объяснить, поскольку напротив, слово мы объясняем, указывая на предмет.

Установка Парменида, что «Помимо Бытия нет ничего» опровергается Горгием. Он в своих аргументах идёт по пути доказательств от противного. Во втором аргументе Горгий на первый взгляд обосновывает то, о чём утверждал Парменид, а именно, что докса как мнение не существует. Мыслимое существует лишь в уме, являясь не-сущим. Сцилла, Харибда, сражающиеся на море колесницы не могут существовать в действительности. Одновременно рассуждать о не-сущем возможно, как и о сущем. Не-сущее и сущее, которого не существует, оказываются объяснимыми и осмысленными понятиями. При этом возникает затруднение, что объяснить и артикулировать их правильно не представляется возможным, так как каждый раз мы говорим о не-сущих понятиях, как о существующих.
Отношение к философскому трактату Горгия в XIX—XXI веках существенно видоизменялось. В XIX и первой половине XX историки считали, что трактат «О небытии» следовал той же цели, что и речи «Похвала Елене» и «Защита Паламеда». Он был риторической атакой на элеатов с их рассуждениями о сущем и Бытии. Такая интерпретация не отвечала на вопрос о рациональности его создания, так как затрагивался весьма далёкий от интересов широкой публики вопрос. Попытки найти в трактате философское содержимое приводили к навешиванию на Горгия ярлыка «нигилиста», отрицавшего всё что бы то ни было.
Математик Д. Г. Фон-дер-Флаас описал теоремы Горгия с точки зрения математики. «Ничего в мире не существует» — любое множество состоит из элементов, каждый из которых не имеет материального объекта. «Если что и существует, то непознаваемо для человека» — аксиомы, которые по определению признаются истинными без требований доказательства, открытые математические проблемы, как например гипотеза Коллатца. «Даже если и познаваемо — то необъяснимо для другого» — большинство математических доказательств.
Эта концепция теряет популярность в исследованиях последних 50 лет. Её начинают воспринимать в качестве наиболее нелогичного из возможных прочтений трактата. Она не соответствует другим речам, где Горгий никогда не выступал в роли философа, который попирает здравый смысл. В этом контексте трактат интерпретируют, как попытку Горгия доказать, что «ничего не существует абсолютно». Горгий предстаёт критиком Парменида, чьё учение можно выразить определением: «что бы мы ни искали (исследовали), оно существует и не может не существовать». Горгий отрицает «чистое существование» и подчёркивает, что если таковое признать, то оно и есть ничто.
Третья трактовка противоречит второй. В соответствии с данной интерпретацией Горгий соглашается с «чистым существованием» Парменида. Если в соответствии с родоначальником школы элеатов существует только то, что мыслится, то каким образом может быть помыслено ничто? Тогда главный тезис произведения можно интерпретировать с позиции «ничто существует».

### Ученики
Горгий за деньги учил красноречию. Некоторые из его учеников стали знаменитыми политиками, риторами, писателями и философами. К таковым относят оратора и писателя Исократа, государственного деятеля Алкивиада, философа Алкидаманта, основоположника кинизма Антисфена, трагика Агатона, софиста Поликрата, государственного деятеля и философа Крития, друга Ксенофонта Проксена.
В ораторском искусстве Горгию, согласно Диогену Лаэртскому, подражал Эсхин-сократик.

## Критика
Горгий — действующее лицо одноимённого диалога Платона «Горгий». В этом сочинении впервые употреблено слово ρητορική. Это свидетельствует о том, что сам Горгий скорее всего не называл себя «ритором». Согласно Платону Горгий в первую очередь «мастер слова», человек способный менять внешний вид вещи посредством «силы слова». Единственным призванием Горгия является обучение других «мастерству слова», а само искусство Горгия представляет собой искусство словесной магии. По утверждениям Платона, сочинения Горгия неискренни, выводят на первый план форму изложения, а не истинность утверждений. Целью горгиевой риторики является убеждение, а не поиск истины. Его риторика — это искусство, с помощью которого следует выступать в судах и на Народном собрании безотносительно того, справедливы и истинны ли те или иные утверждения. В диалоге «Федр» Платон пишет: «а Тисия и Горгия обойдём вниманием? Они полагали, будто нужно уважать не столько истинность, сколько вероятность и объясняют малое большим, а большое — малым, придумывают то короткие, то пространные речи». На момент написания одноимённого диалога Платоном Горгий был жив. Афиней передаёт две легенды о реакции софиста на озаглавленный его именем труд. По одной он сказал: «Здорово же умеет этот Платон насмешничать», по другой — «ни я ему ничего такого не говорил, ни от него не слышал».
Комедиограф Аристофан в «Птицах» упоминает варварское племя горгиев, которые своими языками сеют, жнут и собирают плоды.
В текстах Платона и Аристотеля преобладает точка зрения, что горгианство — это множество слов при отсутствии идей, а сам Горгий в первую очередь оратор, своего рода «стилист» речи и никак не серьёзный философ. Эту точку зрения принимают и многие современные антиковеды.
Исократ, хоть и ставит Горгия в один ряд со знаменитыми философами, подчёркивает в наставлении молодёжи: «они должны остерегаться того, чтобы не иссушить свой ум в этих занятиях, не увлечься учениями древних софистов, из которых одни утверждали, что число элементов бесконечно, Эмпедокл же называл четыре элемента, среди которых находятся Вражда и Любовь, Ион называл не более трёх, Алкмеон только два, Парменид и Мелисс — один, Горгий же вообще ни одного. Со своей стороны, я полагаю, что все эти странные измышления подобны трюкам фокусников, которыми, хотя в них нет никакой пользы, восхищаются глупцы. Те же, кто хочет совершить что-либо полезное, должны во всех своих занятиях отбросить прочь пустые рассуждения и действия, не приносящие никакой пользы в жизни».
За Горгием закрепилась репутация «создателя ослепительной неискренности», либо что «истинность» для Горгия лишь предпосылка для эффективного обмана.

## Влияние
Горгий является представителем «старших софистов», основоположником одноимённого направления философии. Слово «софист» происходит от др.-греч. σοφιστής, что означает «мудрец». При этом софисты были мудрецами особого рода, которые занимались обучением риторике, убеждению как «за», так и «против» одного и того же утверждения. Истина как таковая их не интересовала. Уловки и хитрости, которые изучали и которым обучали софисты, привели к тому, что их стали воспринимать манипуляторами и игроками слова. Положительная сторона деятельности софистов для развития общества, философии и науки состояла в изучении человеческого мышления. Человек начал рефлексировать и изучать самого себя.
Горгий считался творцом греческой художественной прозы. Манера изложения Горгия долгое время преобладала в древнегреческой литературе. Среди прочих ей подражал историк Фукидид.

## Публикации
Первое печатное издание речей «Похвала Елене» и «Защита Паламеда» было подготовлено книгопечатником Альдом Мануцием в составе книги «Oratores Graeci» и опубликовано в 1513 году в Венеции. Впоследствии речь неоднократно переиздавали в оригинале и переводах на различные языки, в том числе в составе серий Collection Budé и Loeb Classical Library. Впервые на русском языке речи Горгия среди прочих произведений софистов были опубликованы А. О. Маковельским в 1940 году. Они представляли собой перевод с немецкоязычных изданий Г. Дильса и В. Кранца. Перевод по оценкам М. Н. Вольф не является образцовым, не учитывает риторических приёмов Горгия. Также на русский язык «Похвалу Елене» перевёл С. П. Кондратьев.
Первое издание Секста Эмпирика «Πρὸς μαθηματικούς» («Против математиков» или «Против учёных»), где содержался парафраз горгиева «Трактата о небытии», опубликовал Христофор Плантен в Париже в 1562 году. Впоследствии его также неоднократно переиздавали, в том числе и в классических сериях Loeb Classical Library, Collection Budé. На русском языке этот трактат опубликовал А. О. Маковельский. Парафраз анонима частично перевёл А. В. Лебедев в 1989 году. Впервые его полностью перевела М. Н. Вольф в 2014 году, взяв за основу издание Беккера 1831 года.